# Mark Eyskens
Pour les articles homonymes, voir Eyskens.
 (novembre 2013).
Si vous disposez d'ouvrages ou d'articles de référence ou si vous connaissez des sites web de qualité traitant du thème abordé ici, merci de compléter l'article en donnant les références utiles à sa vérifiabilité et en les liant à la section « Notes et références ».
Mark, vicomte Eyskens , né à Louvain le 29 avril 1933, est un avocat, économiste, professeur d'université et homme d'État belge. Du 6 avril au 17 décembre 1981, il est le Premier ministre de la Belgique, en tant que membre du CVP dans un gouvernement de coalition CVP-PSC-SP-PS.

## Biographie
Mark Maria Frans Eyskens, né à Louvain le 29 avril 1933, est le fils du vicomte Gaston Eyskens (1905-1988), (qui a également été Premier ministre de la Belgique), et de Gilberte Depetter (1902-1988). Mark Eyskens devient vicomte au décès de son père. Il épouse Anne Rutsaert (1939), licenciée en sciences politiques, fille du Premier président de la Cour de cassation. Ils ont cinq enfants. 

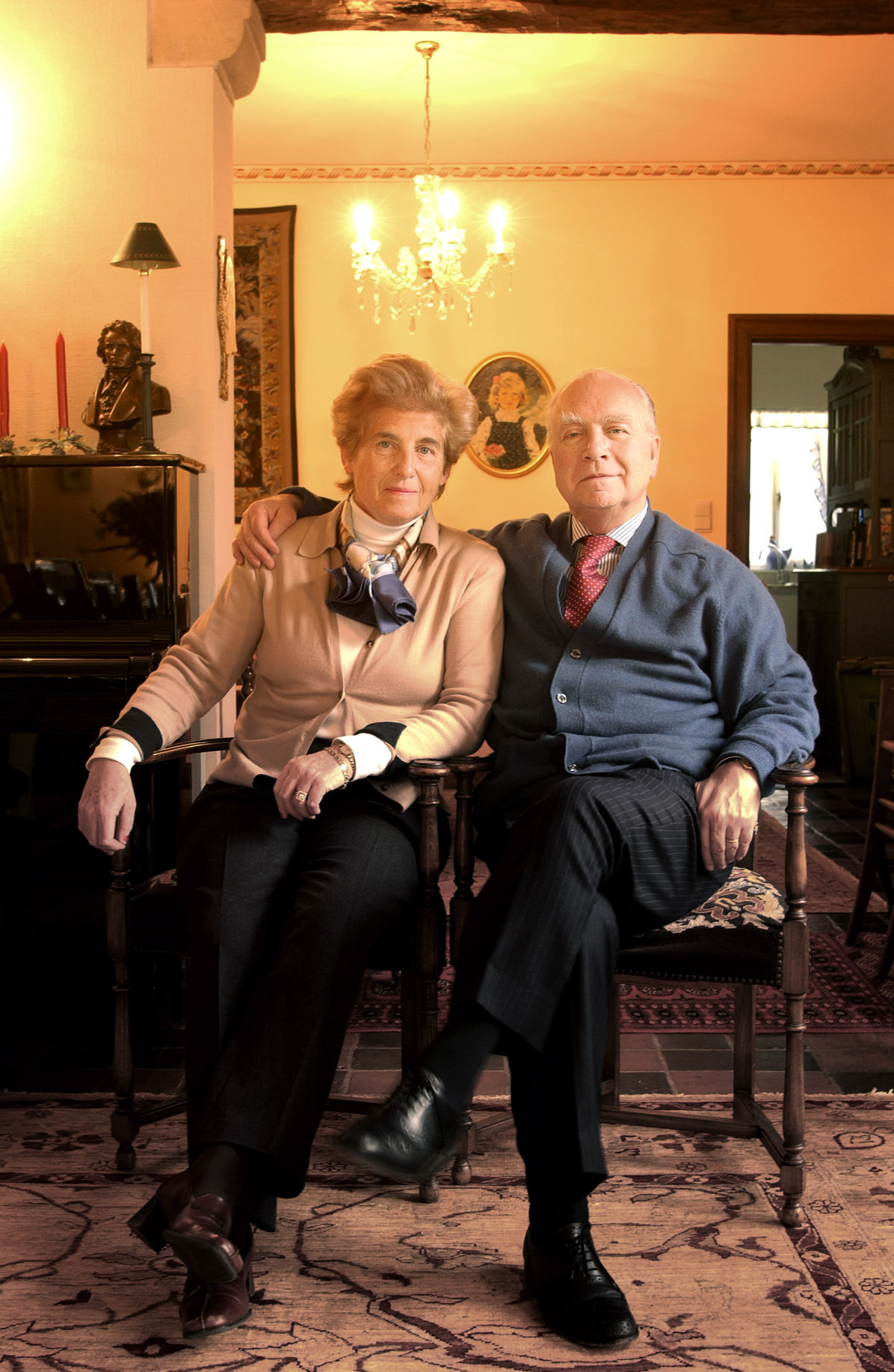
Mark Eyskens et son épouse Anne Rutsaert chez eux à Heverlee par Michiel Hendryckx.

Après la Seconde Guerre mondiale, Mark Eyskens fait des études secondaires au collège Saint-Pierre de Louvain. Il poursuit avec des études universitaires. En 1953, il obtient le diplôme de baccalauréat en philosophie, et, en 1956, celui de docteur en droit à l'Université catholique de Louvain. En 1957, il obtient un Master of art in Economy à l'Université de Columbia aux États-Unis et, en 1962, de docteur en sciences économiques à l'Université catholique de Louvain. À l'université, il est actif à l'Union des étudiants catholiques flamands. 
Il entame une carrière académique, devient assistant, puis, en 1967, professeur à la faculté d'économie de sciences économiques appliquées à l'Université catholique de Louvain. 
De 1972 à 1976, il fait partie du conseil d'administration de l'Université catholique de Louvain. À partir de 1992, il est de nouveau professeur d'économie à l'Université catholique de Louvain avant d'être admis à l'éméritat en novembre 1998.
Sa carrière politique commence en 1962 : il est le conseiller du ministre des Finances André Dequae. En 1976, il est parmi les ministres CVP du gouvernement mené par Leo Tindemans. De 1976 à 1992, il fait partie de treize gouvernements successifs. Il occupe différents postes, dont celui de ministre des Finances, ou des Affaires étrangères.
En avril 1981, il devient Premier ministre d'un gouvernement de coalition entre sociaux-chrétiens et socialistes. Le 21 septembre, le gouvernement tombe, après un conflit à propos du financement de la sidérurgie wallonne. 
Lors des élections anticipées du 8 novembre 1981, une des mesures du gouvernement Eyskens est appliquée pour la première fois : les jeunes de 18 à 21 ans peuvent voter. 
Le 17 décembre, Wilfried Martens, le prédécesseur d'Eyskens, lui succède au poste de Premier ministre.
Du 19 juin 1989 au 2 mars 1992, Eyskens est ministre des Affaires étrangères dans les gouvernements Martens VIII et Martens IX.

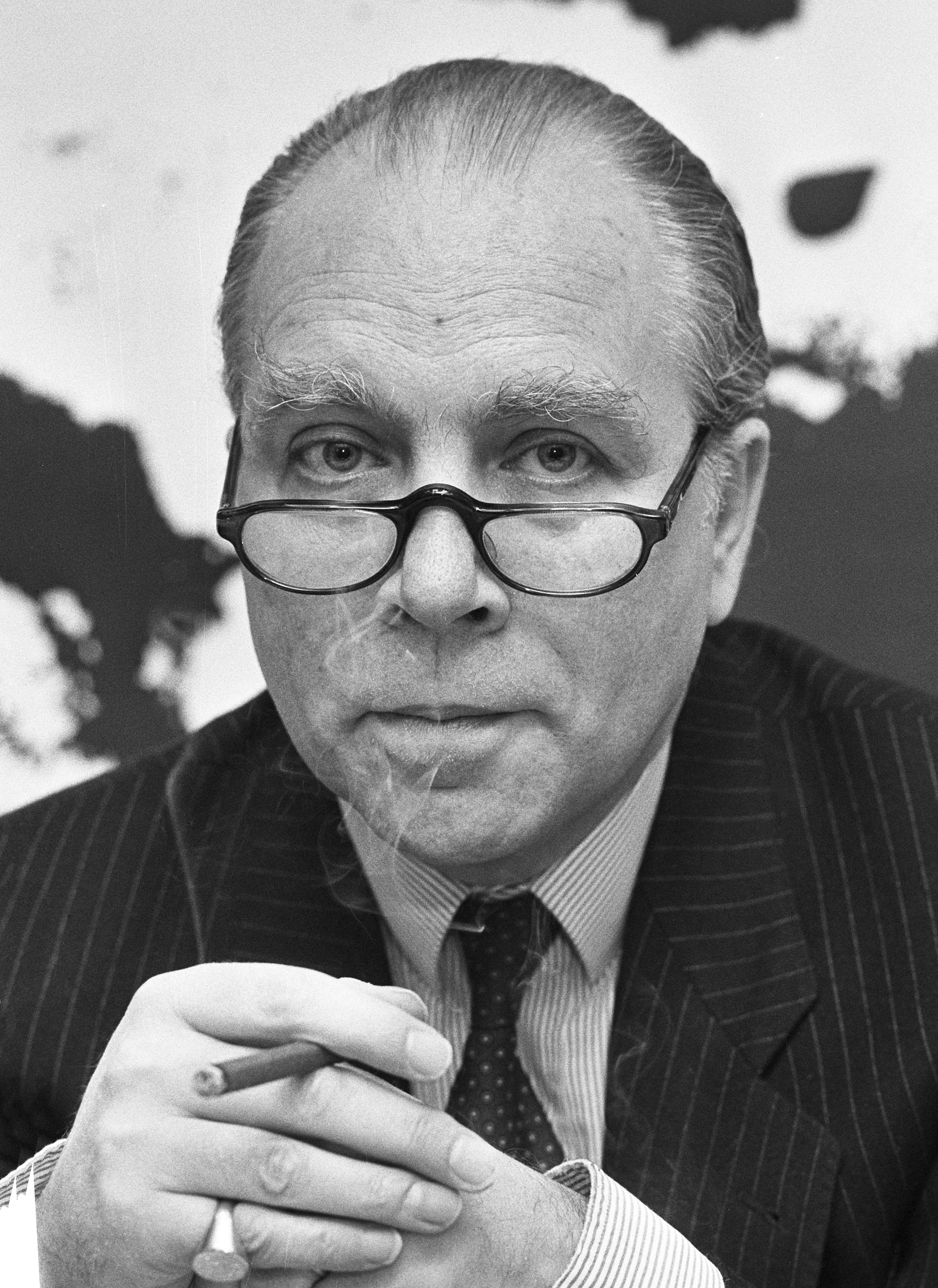
Mark Eyskens en 1986.

De 1977 à 1995, il est député de l'arrondissement de Louvain. En 1992, il est membre du Conseil de l'Europe et de la conférence de l'Union de l'Europe occidentale. Le 18 novembre 1998, il est fait ministre d'État.
Mark Eyskens est président d’honneur de la Conférence Olivaint de Belgique. Il a été président et membre de l'Académie royale flamande de Belgique des sciences et des arts. Il est président de nombreuses institutions scientifiques et culturelles. 
Il est également peintre et écrivain.

## Distinctions
- Grand-croix de l'ordre de Léopold II (en 2003)[4]